# Tin Pan Alley
Pour les articles homonymes, voir Tin Pan Alley (homonymie).
| - Façades des maisons d'édition de Tin Pan Alley et du premier journal consacré au divertissement américain (1853-1924) et exclusivement au théâtre à partir de 1894, The New York Clipper (47 West 28th Street), ainsi qu'un bureau de l'Agence William Morris et de celle de Jerome Remick, en 1910. - Les mêmes bâtiments, en 2011. |

Tin Pan Alley est le surnom de la première industrie de musique populaire américaine, particulièrement florissante, de la fin du XIXe siècle jusqu'au milieu du XXe siècle, située dans un quartier de Manhattan à New York. Par imitation, il est aussi attribué à un quartier de Londres fourni en magasins de musique.

## Histoire

### Origine du nom

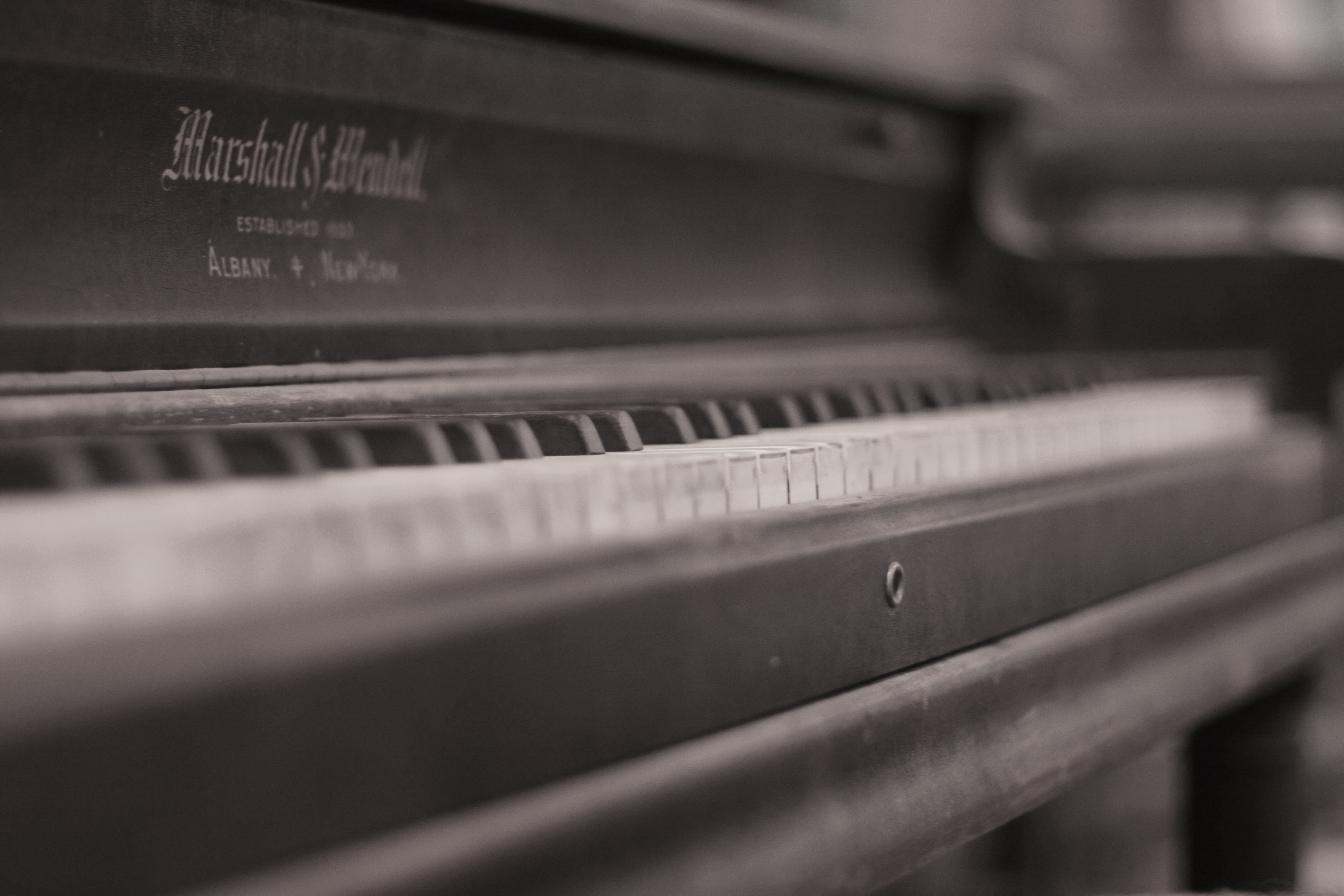
Piano américain

L'expression Tin Pan Alley, qui signifie « l'allée des casseroles en métal », est le nom donné à New York à la 28e Rue ouest, entre la Cinquième et la Sixième Avenue puis alentour, où les éditeurs musicaux se sont regroupés à partir de 1885 et au tournant du siècle.
Le nom du mouvement viendrait de Monroe Rosenfeld (en), musicien et journaliste engagé par le « New York Herald » pour écrire des articles sur l’industrie musicale croissante. Lors d’une visite au bureau de l'auteur-compositeur populaire Harry von Tilzer sur la 28e Rue, Rosenfeld a rapporté au journal que les sons des pianos droits à bas prix utilisés lors des prestations dans les bureaux des éditeurs de musique et sortant des fenêtres ouvertes sur la rue, étaient semblables à des claquements sur des poêles en métal et donnaient une impression de cacophonie - ce qui était une réflexion péjorative,.
Le musicien et journaliste Simon Napier-Bell cite une publication de 1930 sur l'origine du nom de l'industrie de la musique, où le même Harry von Tilzer interviewé indique qu'il a modifié son piano en plaçant des bandes de papier sous les cordes pour donner à l'instrument un son plus percutant. Le journaliste dit à von Tilzer : « Votre Kindler & Collins sonne exactement comme une boîte en fer blanc. Je vais appeler l'article "Tin Pan Alley" ». Une autre origine du nom serait sa première citation dans un article du « New York World » du 3 mai 1903 écrit par Roy L. McCardell. Dans tous les cas, le nom est fermement attaché à l'automne 1908, lorsque le « Hampton Magazine » a également publié un article intitulé « Tin Pan Alley » à propos de la 28ème Rue.
Dans les années 1920, le nom a gagné l'Angleterre où « Tin Pan Alley » est également utilisé pour décrire Denmark Street West End à Londres en raison de son grand nombre de magasins de musique,.
De manière générale, le terme a fini par désigner l'industrie musicale aux États-Unis.

### Localisation

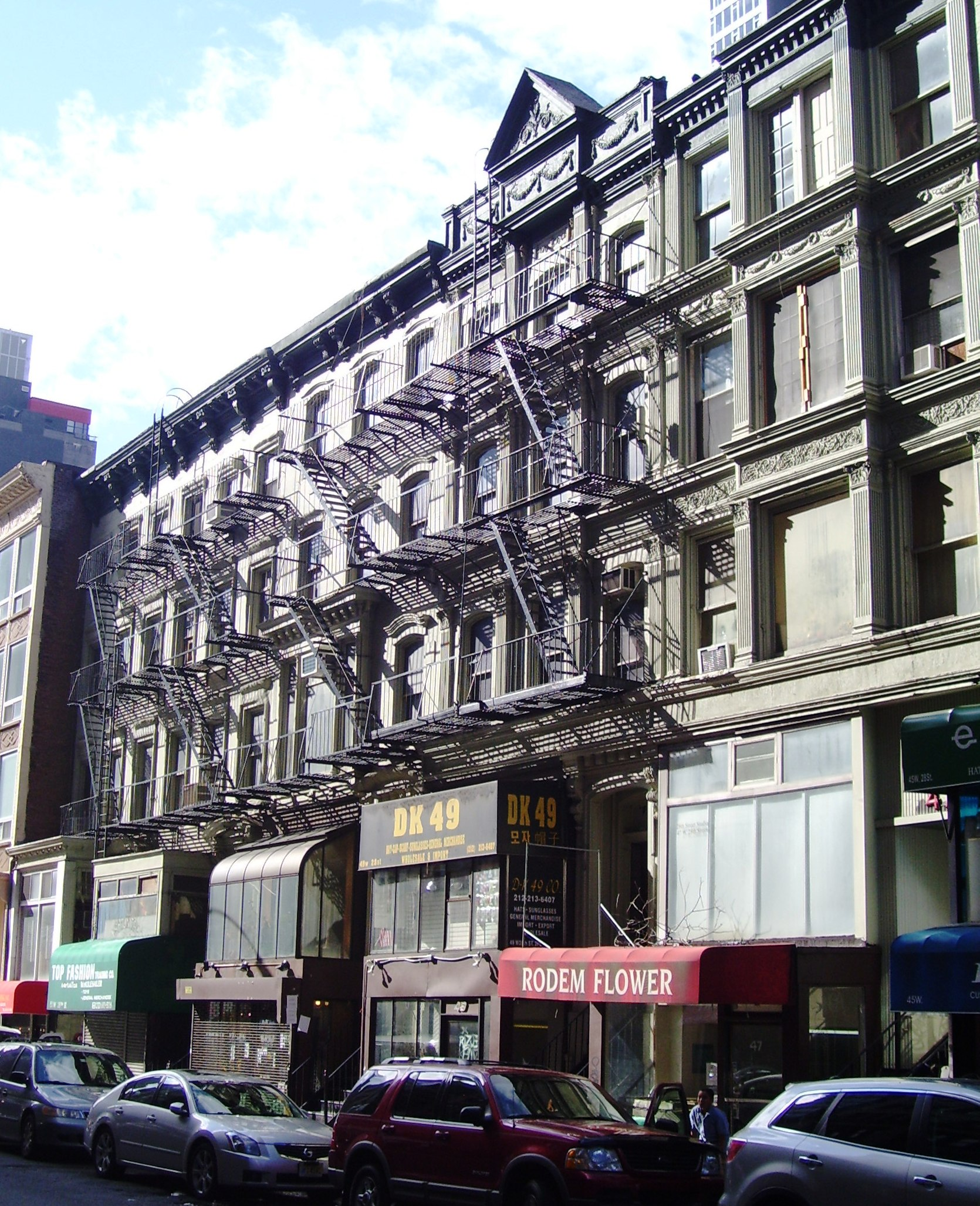
47-55 West 28th Street entre Broadway et Sixth Avenue

Le centre commercial de l'industrie de l'édition de musique populaire a changé au cours du XIXe siècle : à partir de Boston, il est passé à Philadelphie, Chicago, Détroit, Cleveland, Baltimore ou Cincinnati, avant de s'installer vers la fin des années 1800 dans la ville de New York qui était en train de devenir un centre important pour les arts populaires musicaux et de spectacle, sous l'influence de nouveaux éditeurs dynamiques qui se sont concentrés sur la musique vocale, du nombre d'artistes, de théâtres et d'activités artistiques présentes à l'époque dans le quartier.
Les deux éditeurs les plus entreprenants de New York étaient Willis Woodard & Co. et T. B. Harms, les premières entreprises à se spécialiser dans des chansons populaires plutôt que des hymnes ou de la musique classique. Bien entendu, ces entreprises se trouvaient dans le quartier des spectacles, qui à l'époque, était centrée sur Union Square. Witmark & Sons a été la première maison d'édition à s'installer en 1893  de la 14th Street au 49-51 West 28th Rue, près de Broadway. Comme le quartier des divertissements s'est progressivement déplacé vers les quartiers chics, vers la fin des années 1890, la plupart des autres éditeurs ont suivi son avance. Même le bureau de Thomas Edison à New York pour les images animées se situait au numéro 43 au cours des années 1890.
Les plus grandes maisons de musique se sont établies à New York mais les petits éditeurs locaux - souvent liés à des imprimeurs commerciaux ou magasins de musique - ont continué à prospérer dans tout le pays, et il y avait d'importants centres d'édition de musique régionale à Chicago, La Nouvelle-Orléans, Saint-Louis et Boston. Quand un morceau devenait un succès local important, les droits lui étaient généralement achetés auprès de l'éditeur local par l'une des grandes entreprises de New York.

### Activité

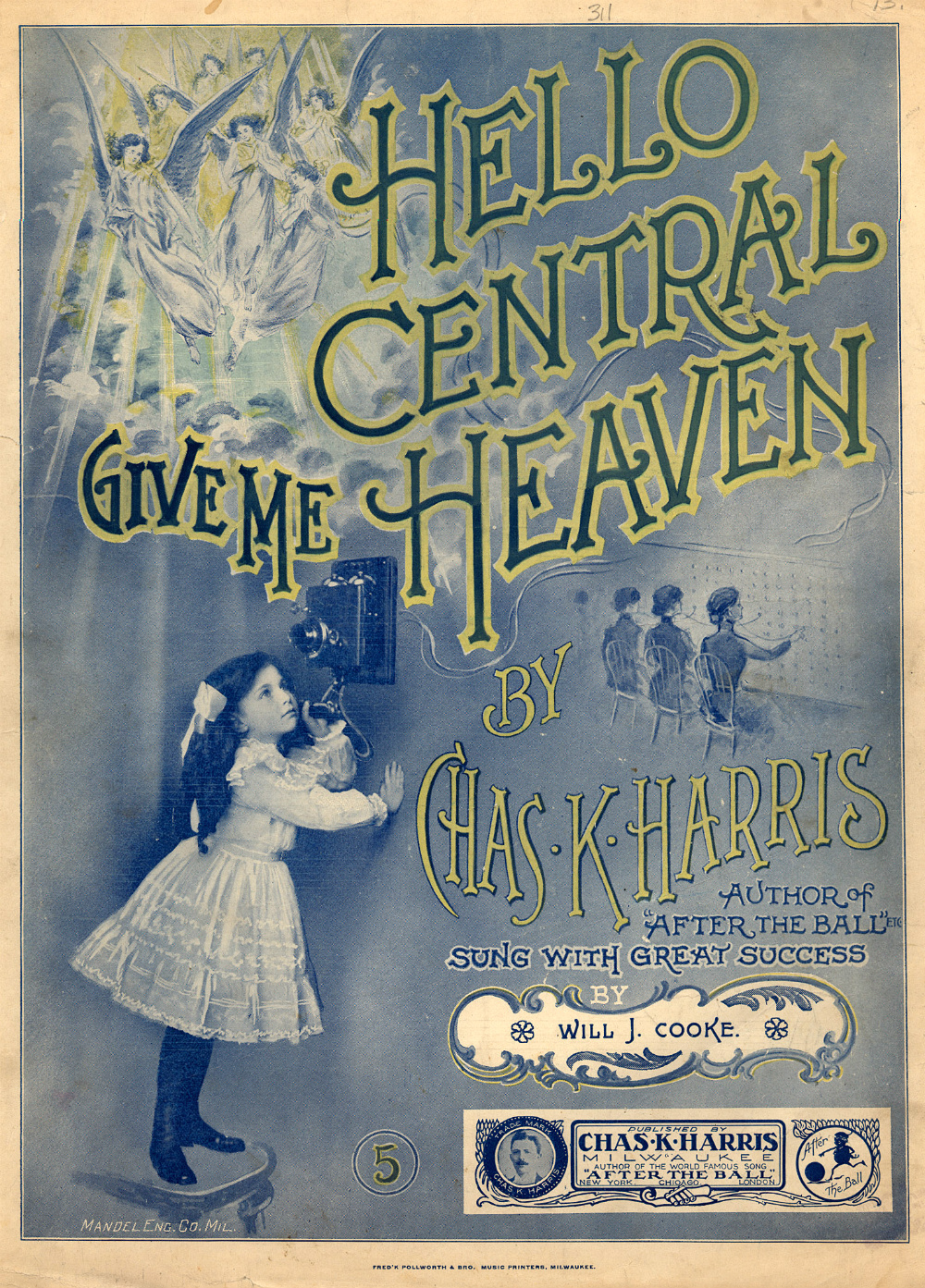
Couverture du livret musical Hello Central, Give Me Heaven par Charles K. Harris (1901)

À Tin Pan Alley, chaque maison d'édition musicale possède un personnel constitué de compositeurs et de paroliers qui écrivent dans des styles aussi variés que le vaudeville, les opérettes, les mélodrames, les chansons comiques, les comédies musicales sans sophistication, les musiques à danser ou les ballades. Souvent, les chansons sont vendues comme des livrets séparés avec des couvertures luxueuses.
Usant d'une technique promotionnelle de marketing appelée plugging dont l'objectif est d'obtenir qu'une chanson soit entendue par le plus grand nombre de personnes possible, les maisons embauchent également des « démonstrateurs de chansons » (songs demonstrators), des musiciens et des chanteurs qui ensuite interprètent les nouvelles chansons en tant que song pluggers dans les salles d'audition des magasins de musique, les cafés, les music-halls, les saloons et les théâtres, pour les présenter à la fois au public et aux autres artistes, faisant également chanter le public. À 16 ans, le futur grand Irving Berlin travaille comme plugger pour Harry von Tilzer, vers 1904, ; il en va de même pour George Gershwin qui débute en 1914 comme démonstrateur musical à Tin Pan Alley.
La réputation de l'endroit fait en sorte que les artistes ou les producteurs de spectacle viennent directement visiter le Tin Pan Alley à la recherche de nouvelles chansons pour leurs pièces. En 1907, on compte 38 éditeurs de musique dans le quartier ; les artistes de Broadway n'ont qu'à remonter la rue pour trouver la perle rare à Tin Pan Alley parmi cette variété d'éditeurs.
En 1903, Roy McCardell, un journaliste du « New York World », écrit après sa visite à Tin Pan Alley : « Chaque jour, vous verrez des personnes remarquées dans le monde de la comédie musicale aller à la chasse dans le « Alley » pour trouver des chansons qui ajouteront à leur renommée »,.
Un journaliste indique que « les créateurs de Tin Pan Alley ont également développé des chansons d’actualité. Une nouvelle de journal devenait ainsi une chanson quelques heures plus tard ».

#### Grandes maisons
Les piliers de la musique populaire de Tin Pan sont les maisons T. B. Harms Inc., M. Witmark & Sons, Irving Berlin Inc., Shapiro, Berstein & Co., Remick Music Co., Robbins Music Corp et E. B. Marks Music Co.. À la fin des années 1920 et l'avènement du cinéma parlant, un grand nombre de petites maisons d'édition de Tin Pan Alley sont rachetées par la Warner Brothers, comme Music Publishers Holding Co. ou T.B. Harms.

### Publication

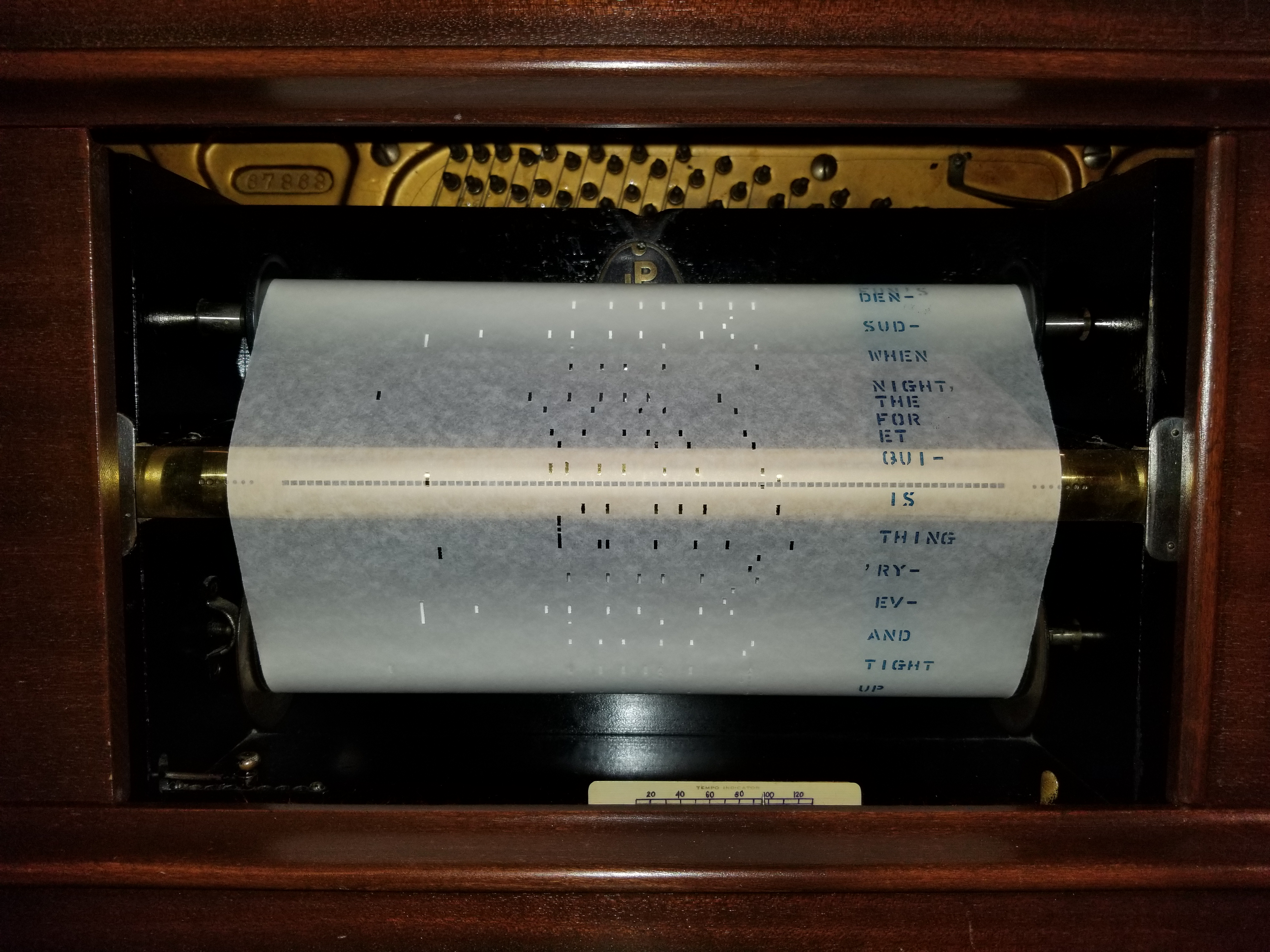
Un player piano roll.

Les musiciens jouaient généralement du piano dans la rue et y vendaient leurs partitions de musique, qui étaient la principale source de revenu des éditeurs et des compositeurs, à une époque où les Américains achetaient en grand nombre des pianos droits à installer dans leur salon. En effet, après la guerre de Sécession, plus de 25 000 nouveaux pianos sont vendus chaque année en Amérique et en 1887, plus de 500 000 jeunes gens étudient le piano. De ce fait, la demande de partitions  augmente rapidement et de plus en plus d'éditeurs investissent le marché.
Ces partitions se vendaient 30 ou 40 cents, et le commerce devint si populaire que certains éditeurs vendirent leurs partitions à des centaines de milliers d'exemplaires. En 1910, quelque 25 000 partitions sont vendues cette année-là.
Les éditeurs vendaient également des rouleaux de films perforés (rolls films) pour les joueurs de piano mécanique, qui produisaient directement la musique, comme des ancêtres du juke-box.
Tin Pan Alley était ainsi le plus grand moyen de diffusion de chansons populaires aux États-Unis à l’époque. Pour autant, la plupart des éditeurs de musique publie également de la musique d'église, des livres d'instruction de musique, des pièces d'étude et des morceaux classiques pour la maison et l'école.

#### Droits
Auparavant, les lois sur les droits d’auteurs n’étaient pas très strictes et vers la fin des années 1800, écrivains, compositeurs, interprètes et éditeurs se rejoignirent en groupes pour avoir plus de contrôle sur les revenus des chansons. Ils forment ainsi en 1895, l'association Music Publishers Association of the United States et en 1914, une organisation appelée Société américaine des compositeurs, auteurs et éditeurs (ASCAP) pour protéger les droits de propriété intellectuelle des auteurs et des éditeurs.
Une célèbre action antitrust est intentée en 1920 par le ministère américain de la Justice au sujet du contrôle des activités d'édition musicale, sur la base du Sheerman Antitrust Act de 1890. Les bureaux principaux des sept sociétés nommées étaient situés à New York : (en) Consolidated Music Corporation, Irving Berlin, Inc., Leo Feist, Inc., T.B. Harms & Francis, Day & Hunter, Inc., Shapiro, Bernstein & Co., Inc., Waterson, Berlin & Snyder, Inc., M. Witmark & Sons, Inc.

### Edward B. Marks
Vers la fin des années 1800, New York devint le lieu central de la musique populaire aux États-Unis. Avec la popularité croissante de Broadway, théâtre et musique se marient de plus en plus et l’aspect dramatique joue un rôle plus important que jamais.

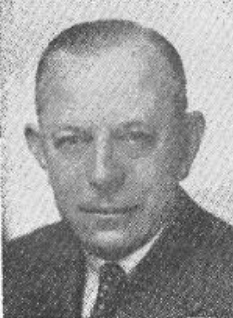
Edward B. Marks (1944)

Les éditeurs de musique qui ont créé Tin Pan Alley avaient souvent été de simples vendeurs : Isadore Witmark avait vendu des filtres à eau et Leo Feist vendu des corsets. À l'origine, Edward B. Marks et Joseph W. Stern étaient eux aussi des représentants de commerce, l'un dans les boutons et les fanons de baleine, l'autre dans les cravates. Ils nomment leur société « Joseph W. Stern & Co. » pour ne pas prendre le risque que Marks perde son emploi régulier si cela s'apprenait.
Leur premier succès en tant qu'associés est une chanson intitulée The Lost Child (Marks en tant que parolier et Stern compositeur), suivis d'autres. Marks se diversifie ensuite rapidement dans la musique sérieuse et l'opérette et puis tard dans la musique d'enseignement pour instruments. La société publie également les plus importants compositeurs afro-américains de l'époque pré-jazz, dont J. Rosamond & James Weldon Johnson, Bob Cole, James Reese Europe, Ford Dabney, Luckey Roberts, Chris Smith, Bert Williams, Blake Eubie ou Scott Joplin. Après la réussite des années Tin Pan Alley, l'entreprise Marks Stern déménage à l'angle de West 38th et de Broadway à Manhattan, dans ce qui figure à une époque, le plus grand bâtiment d'édition de musique aux États-Unis.
Après quarante ans d’expérience dans le domaine de la publication musicale, Edward B. Marks écrit un ouvrage[Lequel ?] décrivant les changements fondamentaux dans l’édition de la musique populaire. En 1890, un groupe d’éditeurs new yorkais révolutionne le commerce de la chanson populaire américaine en créant cette œuvre[Laquelle ?].
La nouvelle « formule » de production musicale décrite dans l’ouvrage de Marks incorpore tous les acteurs de l’industrie, soit des troupes de théâtres, écrivains et interprètes. La demande de nouvelles chansons se fait alors en quatre étapes :
1. Les troupes théâtrales de New York cherchent du nouveau matériel et des acteurs pour réaliser leurs tournées.
2. Un éditeur enrôle un membre de la troupe pour jouer (« plugger ») sa pièce.
3. Grâce au chanteur, la chanson peut devenir un succès.
4. L'éditeur profite des partitions vendues en achetant les droits d’auteur.

Edward B. Marks est l'un des grands contributeurs de la naissance du Tin Pan Alley et son nom continue d’être reconnu mondialement ; il donne d'ailleurs son nom à plusieurs maisons de production.

### La chansonAfter the Ballde Charles Harris
(en)After The Ball écrite en 1891 par (en) Charles K. Harris est la première chanson de Tin Pan Alley à se vendre à plus d’un million de copies. En 1892, les ventes franchissent les deux millions de copies pour atteindre ensuite cinq millions d'exemplaires vendus. Son grand succès tient à son caractère émouvant car elle parle d’amour perdu, ce qui vient chercher des sentiments communs pour l’auditeur. En outre, le thème abordé est plus risqué que ceux qui existent auparavant.

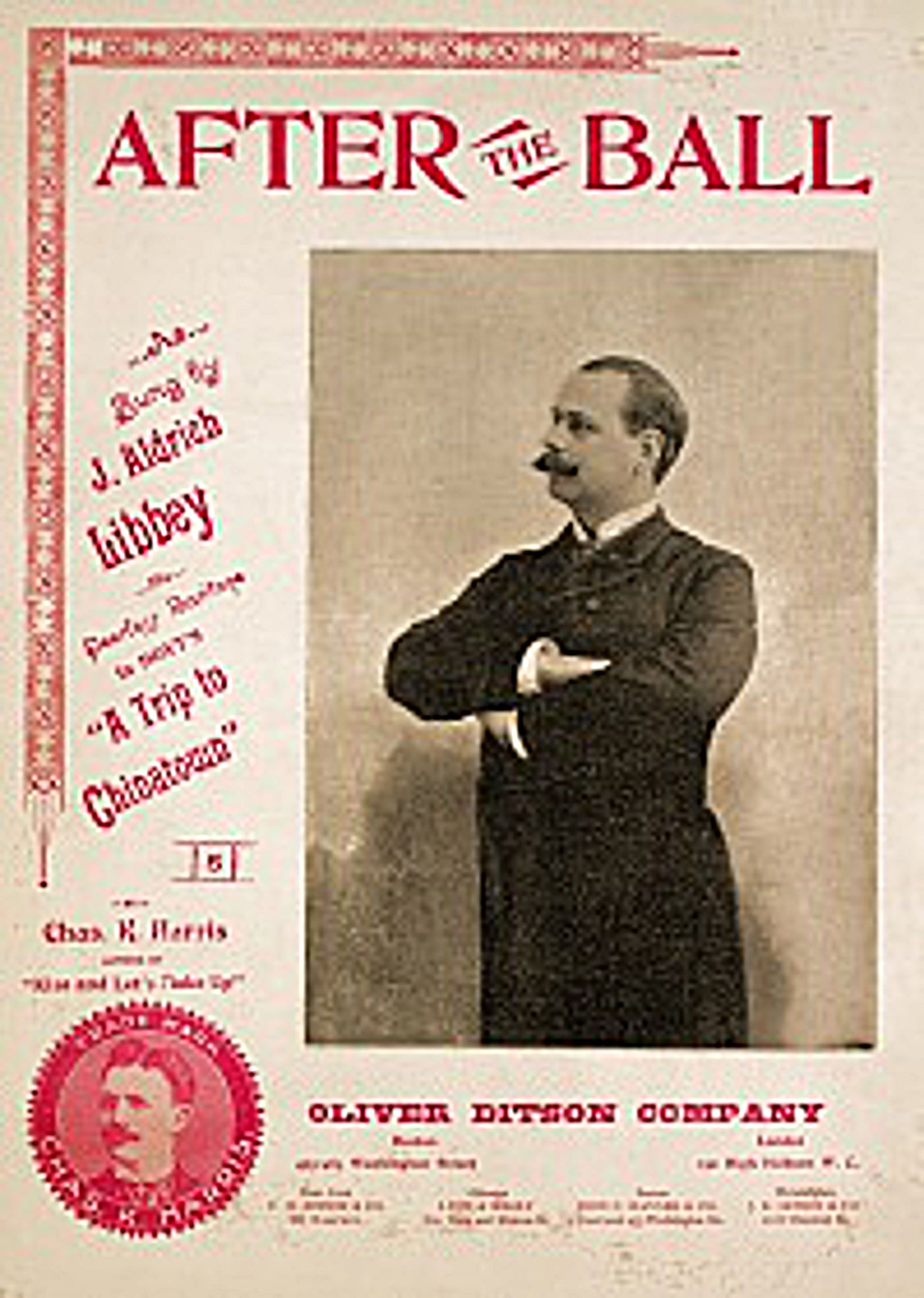
Couverture de After the Ball avec le parolier Charles K. Harris (1892)

C’est l’histoire d’un vieil homme qui raconte à sa petite fille son expérience lors d'un bal quand il était jeune. Il y était avec son amante et des gens bien habillés partout dans la salle, à la fin du XIXe siècle. Il va lui chercher un verre d’eau et quand il revient, elle est en train d’embrasser un autre homme. Plus tard, il réalise qu’elle embrassait son frère.
Le thème est délicat pour l’époque car au lieu de traiter d’amour traditionnel, After The Ball parle de flirt, d’événements sociaux avec des sous-entendus érotiques. Pour Harris, ce risque est payant. 

La chanson est formée d’une mesure à quatre temps avec une séquence de cordes qui est douce à l’oreille, facile à écouter, et apaisante. Charles Harris est connu pour ses chansons sentimentales.
La première interprétation de cette chanson est pourtant un désastre. Le premier à la chanter sur scène est Sam Doctor qui oublia la majorité des paroles. Au demeurant, après quelques reprises, la chanson gagne en popularité pour devenir un succès.
Lorsqu'After The Ball est publié, Union Square à New York devenait un centre artistique majeur aux États-Unis. Ce quartier de la ville abrite un théâtre de vaudeville, plusieurs théâtres dont le Dewy Theater, des théâtres burlesques, l’Académie de Musique, un nombre infini de restaurants et salles de danses. L'endroit offrait maintes opportunités pour des jeunes compositeurs comme Harris et en 1885, il déménage son institution de Milwaukee à Union Square. C'est à ce moment qu’il se joint à M. Whitmark & Sons, F.B. Haviland et Oliver Ditson pour ensuite former Tin Pan Alley, le groupe qui devint le noyau de la musique américaine.

### Recette de «The Gay nineties»
Les années 1890 marquent une période de développement musical pour Tin Pan Alley. Sur le modèle des succès précédents, la forme d’une chanson réussie consiste à être écrite en majeur, surtout en ¾ (soit la mesure d’une valse), avec une introduction de piano suivie du refrain et ensuite du couplet. Les mêmes thèmes (l'amour, l'amant perdu, les événements sociaux) que ceux que l’on retrouve dans After the Ball, réapparaissent puisque ces thèmes sont universels. Le type de chansons de Tin Pan Alley s'appuie en définitive sur une recette qui avait fait ses preuves :
« C’est une chanson avec une idée principale toute simple, dont le refrain est un exercice de synthèse fabuleux. […] On demandait toujours aux auteurs et aux compositeurs de faire des chansons catchy. Il fallait que l’idée soit vive et efficace dès la première écoute. […] Ces chansons sortaient toutes à peu près du même moule. »

### Musique, propos et inspiration
La musique de Tin Pan Alley est un mélange à l'origine de ragtime, de jazz, de blues, d'opérettes d'influence européenne, en particulier celles de Gilbert et Sullivan (d'origine britannique) et de Franz Lehàr (d'origine hongroise), et des effets de l'émigration des grands compositeurs de musique venus d'Irlande, d'Allemagne, d'Italie et de la musique juive du monde ashkénaze.
L'intrigue de certaines comédies musicales se déroule dans un contexte « exotique » (comme l'Espagne, la Chine ou les pays d'Arabie) et par conséquent, exige que les pièces combinent de la musique perçue comme « authentique » par des oreilles occidentales avec des effets et des éléments issus les chansons, pour ainsi gagner en popularité jusqu'à devenir à la mode.

#### Des Irlandais
On dit souvent du début des années 1890 que ce fut l'âge d'or de l’esthétique irlandaise à New York, notamment dans le théâtre, du fait d'une importante communauté d’immigrants irlandais, et leur influence dans le monde musical fut de plus en plus évidente. Quand Tin Pan Alley produisit les chansons Sidewalks, The Band Played On, Sweet Rosie O’Grady, et My Wild Irish Rose, leurs paroles reflétaient la vie dans les quartiers irlandais.

#### Des Juifs

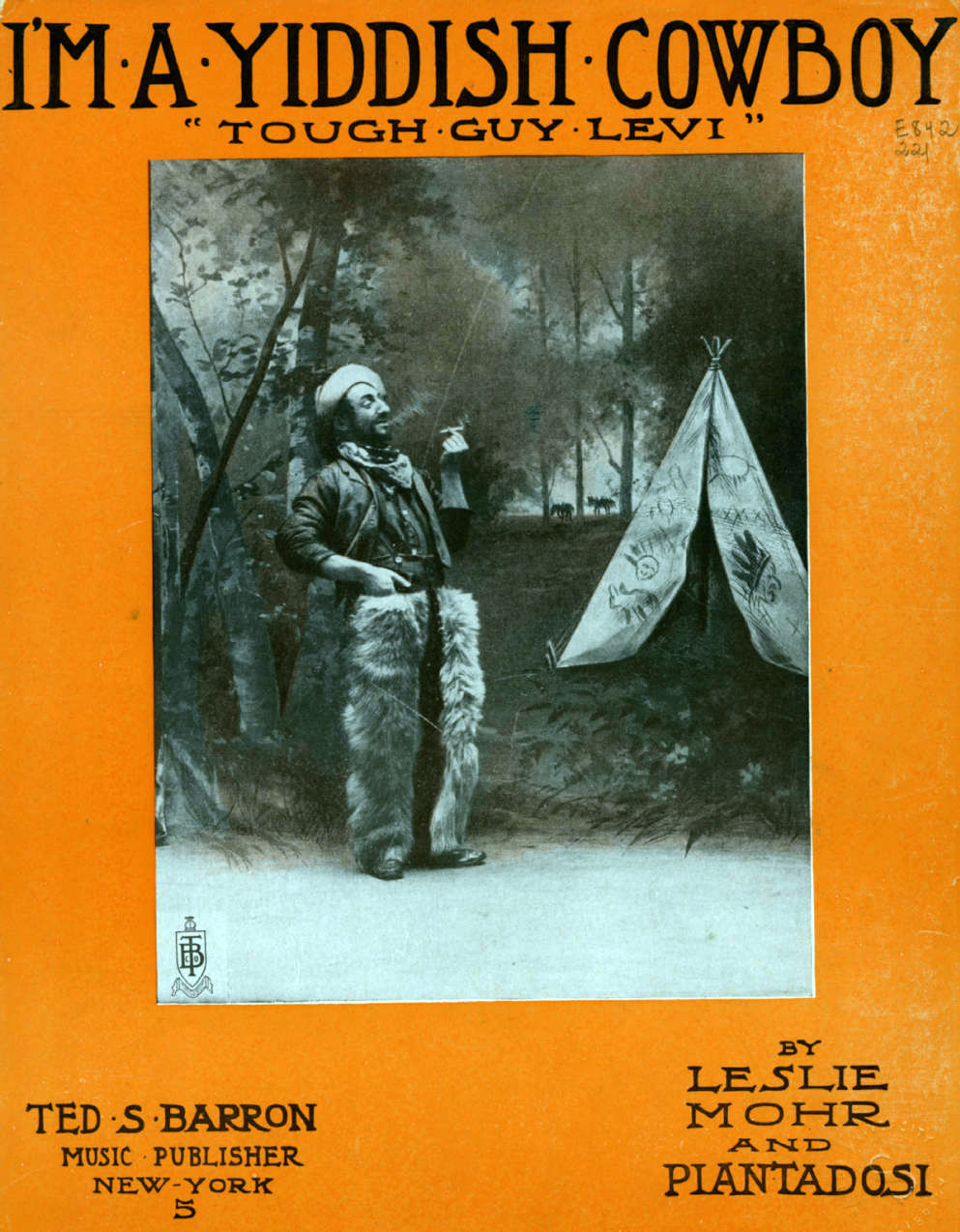
Couverture de I'm a yiddish cowboy "raconté par Guy Levi" (1908).
(Sujet : Un vrai cowboy juif du nom de Levi devient le garde du corps de Chang Kai-Chek pendant la Révolution chinoise)

Dès le début du Tin Pan Alley et durant son développement, nombre de professionnels de la musique, d'agents, d'éditeurs et d'auteurs compositeurs étaient des Juifs ayant fui les pogroms antisémites ou émigrés d'Europe centrale et orientale comme Joseph W. Stern, George M. Cohan, Isaac Reingold, Irving Berlin (le plus emblématique), Al Jolson, Leo Feist, Sammy Cahn, Jerome Kern, George Gershwin… qui ont donné naissance à quelques-uns des morceaux de la musique américaine les plus représentatifs et appréciés dans le pays (comme God Bless America en 1918 ou Rhapsody in Blue en 1924),.
Débutant en bas de l'échelle, auteurs, compositeurs, éditeurs, les représentants de la culture juive yiddish participent activement à la construction de l'industrie du Tin Pan Alley et de Broadway.
Parallèlement, à la manière du blackface déjà en vogue, des comédiens blancs non-juifs se griment façon « jewface » (nez proéminent, barbe hirsute, accent yiddish) pour jouer des personnages de vaudeville, en s'appuyant sur des stéréotypes moqueurs voire diffamants qu'on appellerait aujourd'hui « antisémites », visant la communauté juive immigrée, où les Juifs sont dépeints comme des escrocs ou des criminels. Le tout s'accompagne de chansons du Tin Pan Alley composées par des compositeurs juifs comme Charles K. Harris ou Irving Berlin. S'il existe un public juif et non-juif pour apprécier ces morceaux, d'autres Juifs sont bouleversés par ces représentations et la Conférence centrale des rabbins américains en 1909 adopte une résolution pour protester (vainement) contre ces représentations du Juif sur scène. Quand les Juifs décident d'incarner eux-mêmes ces rôles s'inscrivant, selon eux, dans le cadre de l'humour juif, « les stéréotypes dépeints sont devenus moins péjoratifs », tout en restant autodérisoires.

#### Des Noirs

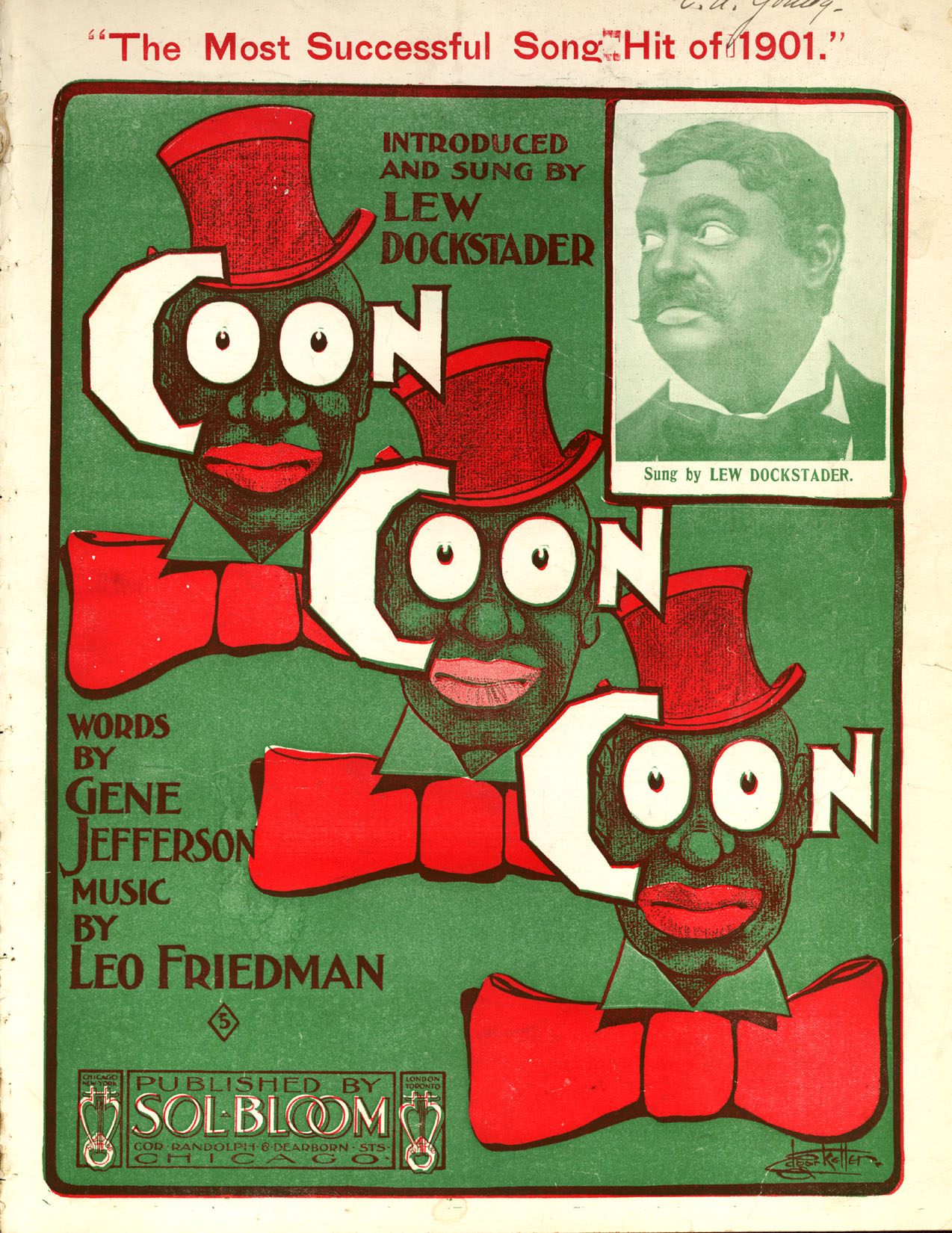
Partition Coon Coon Coon avec la photographie de l'interprète Minstrel Lew Docksteader grimé en blackface (1901)

À la fin du XIXe siècle, le Minstrel (Minstrel Show) devint populaire avec une nouvelle génération d’Afro-américains sur scène. L'année 1880 voit le retour sur scène du personnage « coon », précédemment populaire, un homme noir comique qui peut aussi parfois être dangereux. Les Minstrels sont mixtes (Blancs et Noirs) mais les rôles pour les Noirs sont beaucoup plus limités. Les chansons racistes des coon songs présentent des Noirs sur une musique ragtime (l'artiste noir (en) Ernest Hogan est le premier à en publier et un peu plus tard, la maison Howley, Haviland & Co.). Les textes du « coon » sont pleins de stéréotypes sur les Noirs, se rapportant souvent à l’alcool, aux problèmes causés par les paris, au melon d’eau, au poulet, etc. Les foules blanches adorent alors le coon et cet emploi constitue pour les Noirs une porte d'entrée dans le monde du divertissement.
C’est au même moment que les lois ségrégationnistes commencent à être établies dans le Sud. Auteur et compositeur, James Weldon Johnson a dit que le statut de l’Afro-américain était pire à l’aube du XXe siècle que pendant la guerre civile aux États-Unis. Les comédiens afro-américains sont perpétuellement confrontés au dilemme de plaire au public en sachant que leurs spectacles ridiculisent le peuple noir. Bert Williams (en) et George Walker (en) sont deux comédiens afro-américains notables du Tin Pan Alley, qui jouent le rôle du Coon et acceptent leur succès à bras ouverts. D’après Marks, ils sont ouvertement résignés à toutes sortes de discrimination et chantent le coon en faisant eux-mêmes des blagues au sujet des Noirs.
En revanche, les frères Johnson (The Johnson Brothers) auteurs et compositeurs, refusent d’être perçus d’une telle façon et bannissent le mot « coon » de leur dictionnaire rythmique. Ils tiennent au fait de changer les stéréotypes envers les Noirs et se servent de leur éducation et leur talent pour gagner de l’attention, au lieu de se moquer des leurs.
En dépit de la grande influence des Afro-américains sur la musique américaine de l'époque, comme avec le compositeur W.C. Handy (« The Father Of The Blues ») Richard McPherson ou Fats Waller, cette communauté n'est pas représentée en bonne place dans la Tin Pan Alley, en raison de la politique ségrégationniste américaine d'alors mais également parce que le ragtime (nom donné à cette musique justement par le Tin Pan Alley) connaît moins de succès à partir des années 1910 pour être délaissé au profit du jazz. Ceci est l'image visible en arrière-plan de l'absence du compositeur Scott Joplin qui est un artiste de talent afro-américain de ragtime, seulement important à Tin Pan Alley. À l’aube du millénaire, la musique afro-américaine capte l'esprit moderne de la musique et on y retrouve de plus en plus de diversité ethnique à la tête de l’industrie.

### Des talents par paires

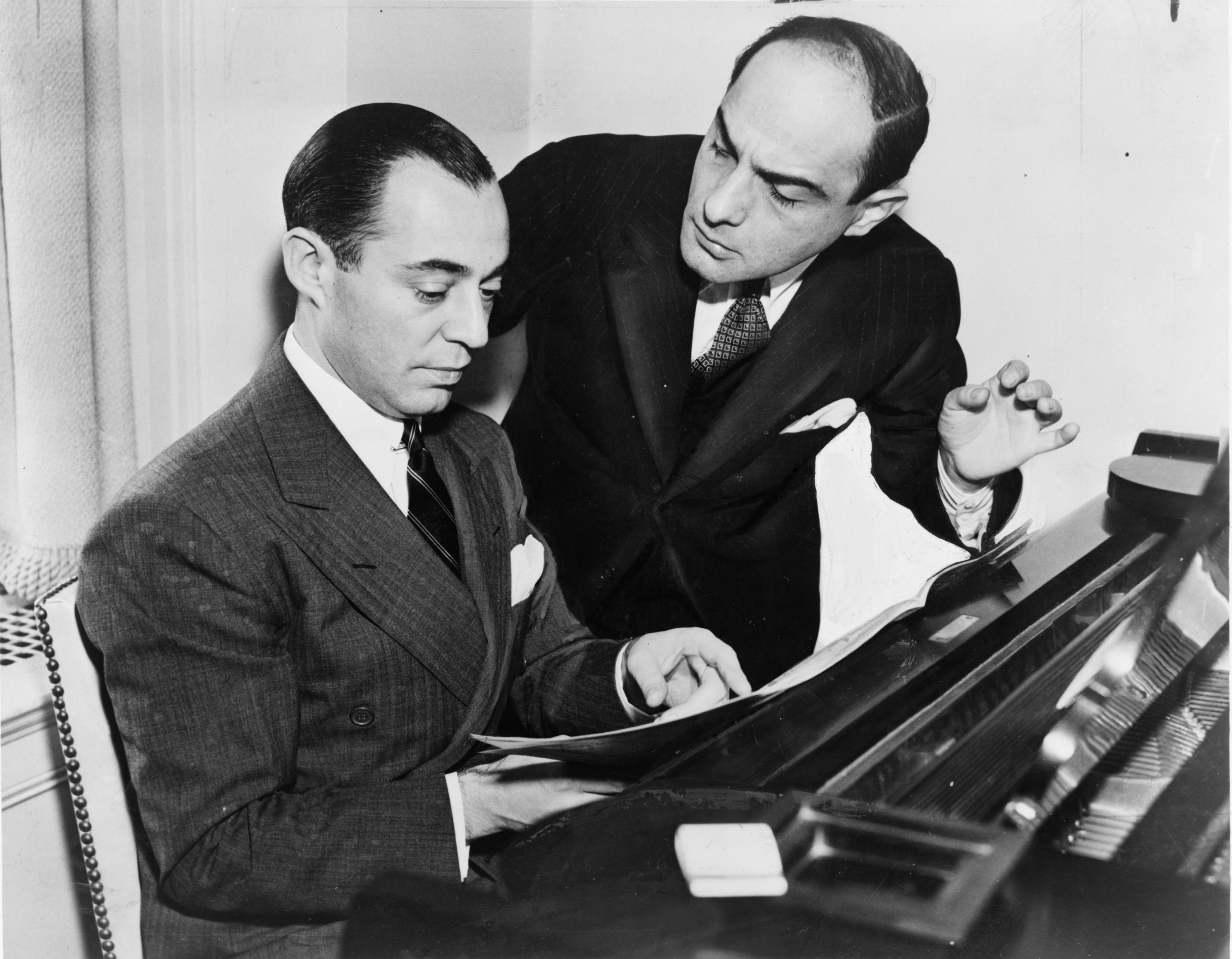
Image typique du compositeur avec son parolier, ici Richard Rodgers au piano et Lorenz Hart au travail (1936)

Les « règles » d'efficacité de la Tin Pan Alley font que les associations de talents se constituent souvent par paires, généralement auteur et compositeur. Parmi les couples fameux, se trouvent Rodgers (Richard Rodgers) et Hart (Lorenz Hart) puis Rodgers et Hammerstein (Oscar Hammerstein II), Marks & Stern, Jérôme Kern et Oscar Hammerstein II, les frères Ira et George Gershwin, les frères Johnson, Howard and Emerson » (pour (en) Joseph E. Howard et sa femme (en) Ida Emerson), Irving Berlin et Cole Porter... Le cas d'Irving Berlin est remarquable car s'il travaille effectivement en binôme, il peut également se suffire à lui-même puisqu'il est auteur-compositeur, éditeur et même dramaturge et cinéaste.
Parmi d'autres personnalités importantes qui agissent dans l'industrie de la chanson Tin Pan, il faut compter avec George Mickael Cohan, Robert Russell Bennett , Alfred Newman, et d'autres..., ainsi qu'une femme parolière, rare à l'époque, Dorothy Fields.

### Fin de Tin Pan Alley
Les années 1920 marquent les années d’or de Tin Pan Alley. La plupart des auteurs et compositeurs déménagent ensuite vers la 42e Rue (42nd Street), toujours en suivant les théâtres les plus importants. Avec la création du phonographe, les ventes de partitions reculent et l'industrie musicale évolue rapidement.
Plusieurs maisons d’édition ferment leurs portes et en 1928, on commence à voir de plus en plus de compagnies fusionner. Vers 1928, Hollywood devient le centre de cinéma et de musique et les éditeurs New Yorkais perdent leur poids dans l’industrie. Warner Brothers achète trois des plus grandes maisons d’édition new yorkaises de l'époque : Harms (en), Witmark (en) et Remick (en) pour créer, en 1929, une unique entreprise : Music Publishers Holding Corporation (voir T. B. Harms & Francis, Day & Hunter, Inc. (en)).
Après 1930, avec la crise économique, la montée du cinéma, l'industrie du disque et de la radio, Tin Pan Alley n’existe plus aux yeux de nombreuses personnes. Pour autant, certains considèrent que la musique de Tin Pan Alley ne connaît son essor qu'au lendemain de la Grande Dépression, à l'époque où le phonographe et la radio se développent. D'autres considèrent que le mouvement se manifeste jusqu'aux années 1950, jusqu'à l'émergence du rock 'n' roll.

## Influence
Avec des artistes comme Irving Berlin ou encore Al Jolson, et à travers sa popularité lors des Première et Seconde Guerre mondiale, la musique de Tin Pan Alley influence les précurseurs du rock 'n' roll,.
Tin Pan Alley a eu une influence marquante dans le domaine de production musicale. Aujourd’hui, le modèle utilisé par la grande majorité des chanteurs/chanteuses populaires est celui du Tin Pan Alley. Même s'il n'existe plus dans le sens physique, on peut être sûr que sa place dans le monde de la musique est toujours présente et qu'il continue d'influencer la manière dont la musique populaire est actuellement enregistrée et présentée.
« Tin Pan Alley » est, par ailleurs, le titre d'une chanson écrite en 1953 par Bob Geddins, reprise par de nombreux artistes comme Little Milton (1975), ou encore Stevie Ray Vaughan, qui respecte le plus pur style Tin Pan Alley, mais joué à la guitare. On y reconnaît le son caractéristique, profond et claquant, d'une poêle doucement frappée.

## Compositeurs et paroliers
Parmi les principaux compositeurs et paroliers de Tin Pan Alley, on compte :
| - A - Milton Ager - Thomas S. Allen - Harold Arlen - B - Ernest Ball - Irving Berlin - Bernard Bierman - George Botsford - Shelton Brooks - Lew Brown - Nacio Herb Brown - C - Irving Caesar - Sammy Cahn - Hoagy Carmichael - George M. Cohan - Con Conrad - J. Fred Coots - D - Gussie Lord Davis - Buddy DeSylva - Walter Donaldson | - Paul Dresser - Dave Dreyer - Al Dubin - Vernon Duke - F - Dorothy Fields - Ted Fio Rito - Max C. Freedman - Cliff Friend - G - George Gershwin - Ira Gershwin - H - Oscar Hammerstein II - E. Y. "Yip" Harburg - Charles K. Harris - Lorenz Hart - Ray Henderson - J - James P. Johnson - Isham Jones - Scott Joplin | - K - Gus Kahn - Bert Kalmar - Jerome Kern - Ted Koehler - L - Al Lewis - Sam M. Lewis - Frank Loesser - M - Jimmy McHugh - F. W. Meacham - Johnny Mercer - Halsey K. Mohr - Theodora Morse - N - Ethelbert Nevin - P - Bernice Petkere - Maceo Pinkard - Lew Pollack - Cole Porter | - R - Andy Razaf - Richard Rodgers - Harry Ruby - S - Al Sherman - Lou Singer - Sunny Skylar - Ted Snyder - Kay Swift - T - Edward Teschemacher - Albert von Tilzer - Harry von Tilzer - W - Fats Waller - Harry Warren - Richard A. Whiting - Harry M. Woods - Y - Jack Yellen - Vincent Youmans - Joe Young - Z - Hy Zaret |

## Succès notables
| - A Bird in a Gilded Cage (Harry Von Tilzer, 1900) - After the Ball (Charles K. Harris, 1892) - Ain't She Sweet (Jack Yellen & Milton Ager,1927) - Alabama Jubilee (Jack Yellen & George L. Cobb, 1915) - Alexander's Ragtime Band (Irving Berlin, 1911) - All Alone (Irving Berlin, 1924) - At a Georgia Campmeeting (Kerry Mills, 1897) - Baby Face (Benny Davis & Harry Akst, 1926) - Bill Bailey, Won't You Please Come Home (Huey Cannon, 1902) - By the Light of the Silvery Moon (Gus Edwards & Edward Madden, 1909) - Carolina in the Morning (Gus Kahn & Walter Donaldson, 1922) - Come Josephine in My Flying Machine (Fred Fisher & Alfred Bryan, 1910) - Down by the Old Mill Stream (Tell Taylor, 1910) - Everybody Loves My Baby (Spencer Williams, 1924) - For Sentimental Reasons (Al Sherman, Abner Silver & Edward Heyman, 1936) - Give My Regards to Broadway (George M. Cohan, 1904) - God Bless America (Irving Berlin, 1918 puis 1938) - Happy Days Are Here Again (Jack Yellen & Milton Ager, 1930) - Hearts and Flowers (Theodore Moses Tobani, 1899) - Hello Ma Baby (Hello Ma Ragtime Gal) (Ida Emerson, Joseph E. Howard & Sterling, 1899) - I Cried for You (Arthur Freed & Nacio Herb Brown, 1923) - In the Baggage Coach Ahead (Gussie L. Davis, 1896) - In the Good Old Summer Time (Ren Shields & George Evans, 1902) - In the Shade of the Old Apple Tree (Harry Williams & Egbert van Alstyne (en), 1905) - K-K-K-Katy (Geoffrey O'Hara, 1918) - Let Me Call You Sweetheart (Beth Slater Whitson & Leo Friedman, 1910) - Lindbergh (The Eagle of the U.S.A.) (Al Sherman & Howard Johnson, 1927) - Lovesick Blues (Cliff Friend & Irving Mills, 1922) | - Mighty Lak' a Rose (Ethelbert Nevin & Frank L. Stanton, 1901) - Mister Johnson, Turn Me Loose (Ben Harney, 1896) - My Blue Heaven (Walter Donaldson & George Whiting, 1927) - Now's the Time to Fall in Love (Al Sherman & Al Lewis, 1931) - Oh, Donna Clara (Irving Caesar, 1928) - Oh By Jingo! (Albert Von Tilzer, 1919) - On the Banks of the Wabash, Far Away (Paul Dresser 1897) - Over There (George M. Cohan, 1917) - Peg o' My Heart (Fred Fisher & Alfred Bryan, 1913) - Shine Little Glow Worm (Paul Lincke & Lilla Cayley Robinson, 1907) - Shine on Harvest Moon (Nora Bayes & Jack Norworth, 1908) - Some of These Days (Shelton Brooks, 1911) - Swanee (George Gershwin, 1919) - Sweet Georgia Brown (Maceo Pinkard, 1925) - Take Me Out to the Ball Game (Albert Von Tilzer & Jack Norworth, 1908) - The Band Played On (Charles B. Ward & John F. Palmer, 1895) - The Darktown Strutters' Ball (Shelton Brooks, 1917) - The Little Lost Child (Marks & Stern, 1894) - The Man Who Broke the Bank at Monte Carlo (Charles Coborn, 1892) - The Sidewalks of New York (Lawlor & Blake, 1894) - The Japanese Sandman (Richard A. Whiting & Raymond B. Egan, 1920) - There'll Be a Hot Time in the Old Town Tonight (Joe Hayden & Theodore Mertz, 1896) - Warmest Baby in the Bunch (George M. Cohan, 1896) - Way Down Yonder in New Orleans (Creamer & Turner Layton, 1922) - Whispering (Malvin & John Schonberger, 1920) - Yes, We Have No Bananas (Frank Silver & Irving Cohn, 1923) - You Gotta Be a Football Hero (Al Sherman, Buddy Fields & Al Lewis, 1933) |

## Édition
| Maison | Période                                                         | Propriétaire                                                                                                  |  |
| --- | --------------------------------------------------------------- | --- |  |
| T.B. Harms - T.B. Harms & Co. - T.B. Harms & Co. (1881) - T.B. Harms & Francis, Day & Hunter (1908-1920) - T.B. Harms (1920-1929) - New World Music Co. (pour les musiques des frères Gershwin) - Music Publishers Holding Corporation | - 1875-1881 - 1881-1908 - 1908-1920 - 1920-1929 - 1927- - 1927- | - Alexander T. Harms, Thomas B. Harms - les frères Harms puis Max Dreyfus en 1901 - (Warner Bros. après 1929) |  |
| M. Witmark & Sons, Inc. | 1886-1929                                                       | Marcus Witmark (car Isidore Witmank était mineur) (Warner Bros. après 1929)                                   |  |
| Haviland - Howley, Haviland & Co - F.B. Haviland Pub. Co. | - 1894-1906 - 1906-1932                                         | - Howley, F.B. Haviland - F.B. Haviland                                                                       |  |
| Shapiro - Shapiro, Bernstein & Von Tilzer - Shapiro, Bernstein & Co. - Shapiro & Remick, Co. - Shapiro Music Publisher - Shapiro, Bernstein & Co.                                                                                      | - 1900-1902 - 1902-1904 - 1904-1905 - 1905-1910 ? - 1911-       | - Maurice Shapiro, Louis Bernstein, Harry von Tilzer - M. Shapiro, L. Bernstein - M. Shapiro, Jerome Remick   |  |
| Shapiro-Remick & Co. | 1902-1906                                                       | Maurice Shapiro & Jerome Remick                                                                               |  |
| F.B. Haviland Pub. Co. | 1906-1932                                                       | |  |
| Jerome H. Remick | 1906-1929                                                       | (en)Jerome Hosmer Remick                                                                                      |  |
| Willis Woodard & Co. |                                                                 | |  |
| Consolidated Music Corporation(en) | 1897-                                                           | Edgar Franklin Bittner                                                                                        |  |
| Harry von Tilzer |                                                                 | |  |
| Irving Berlin, Inc. | 1919                                                            | Irving Berlin                                                                                                 |  |
| Leo Feist, Inc. | 1897-                                                           | Leo Feist (racheté en partie en 1935 par la MGM)                                                              |  |
| Waterson, Berlin & Snyder, Inc. | 1917-1929                                                       | Henry Waterson, Ted Snyder, Irving Berlin (racheté par Jack Mills de Mills Music, Inc.)                       |  |
| Ted S. Barron |                                                                 | |  |
| The Remick Co. | 1928-                                                           | Jerome Keit                                                                                                   |  |
| Warner Brothers |                                                                 | Warner Brothers                                                                                               |  |
| Robbins-Engel - Robbins-Engel - Robbins Music Corp. | - 1920-1927 - 1927-1935                                         | |  |

## De nos jours
Aujourd'hui, cette petite rue du Tin Pan Alley aux immeubles en grès de 1850, visiblement détériorés[Quoi ?] et dont les façades présentent des échoppes de produits asiatiques et autres épiceries, reste largement oubliée[réf. nécessaire]. Sans protection par la ville où elle serait classée monument historique, elle est en danger de disparition,.

## Galerie

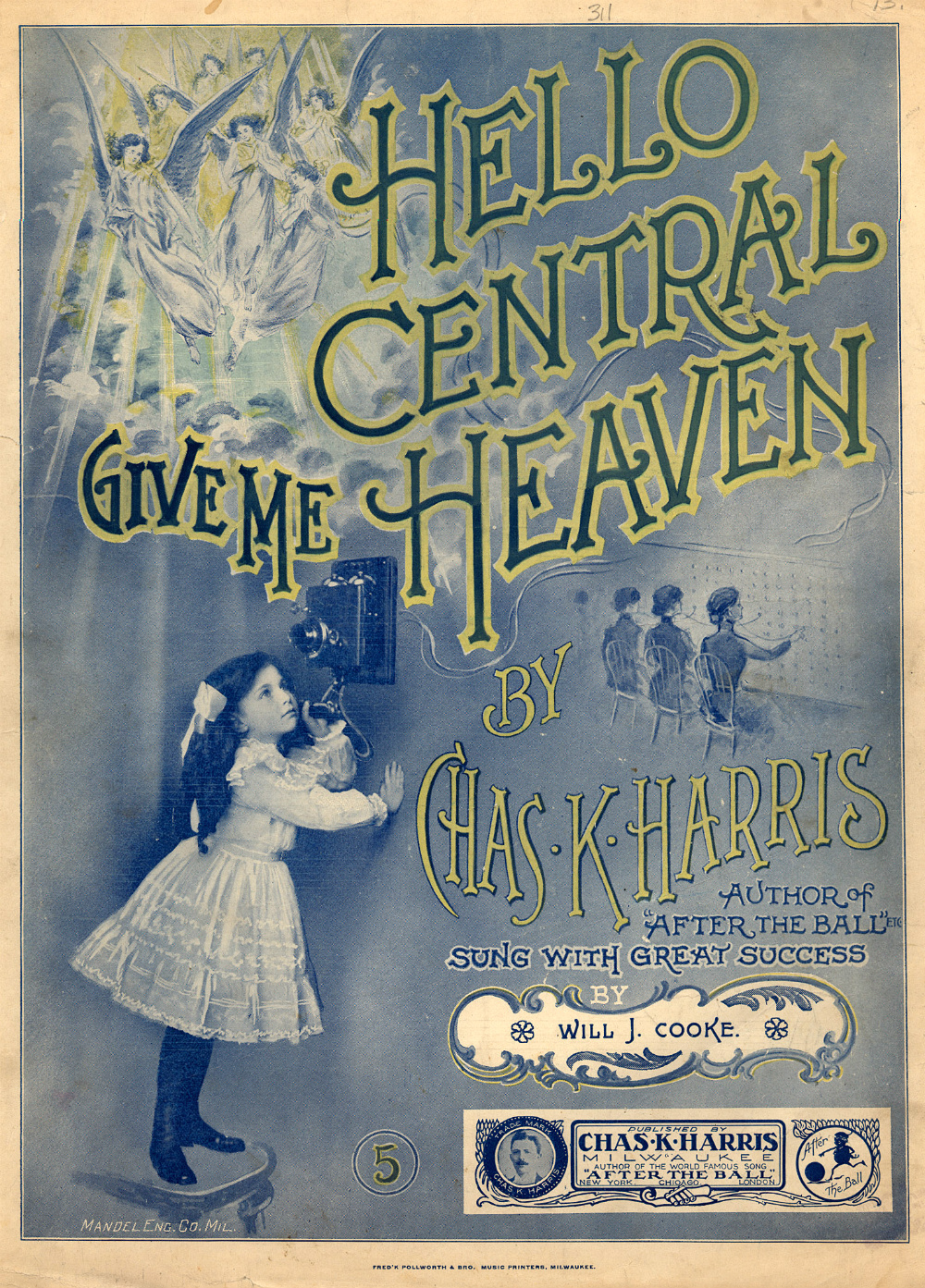
Hello Central Give Me Heaven
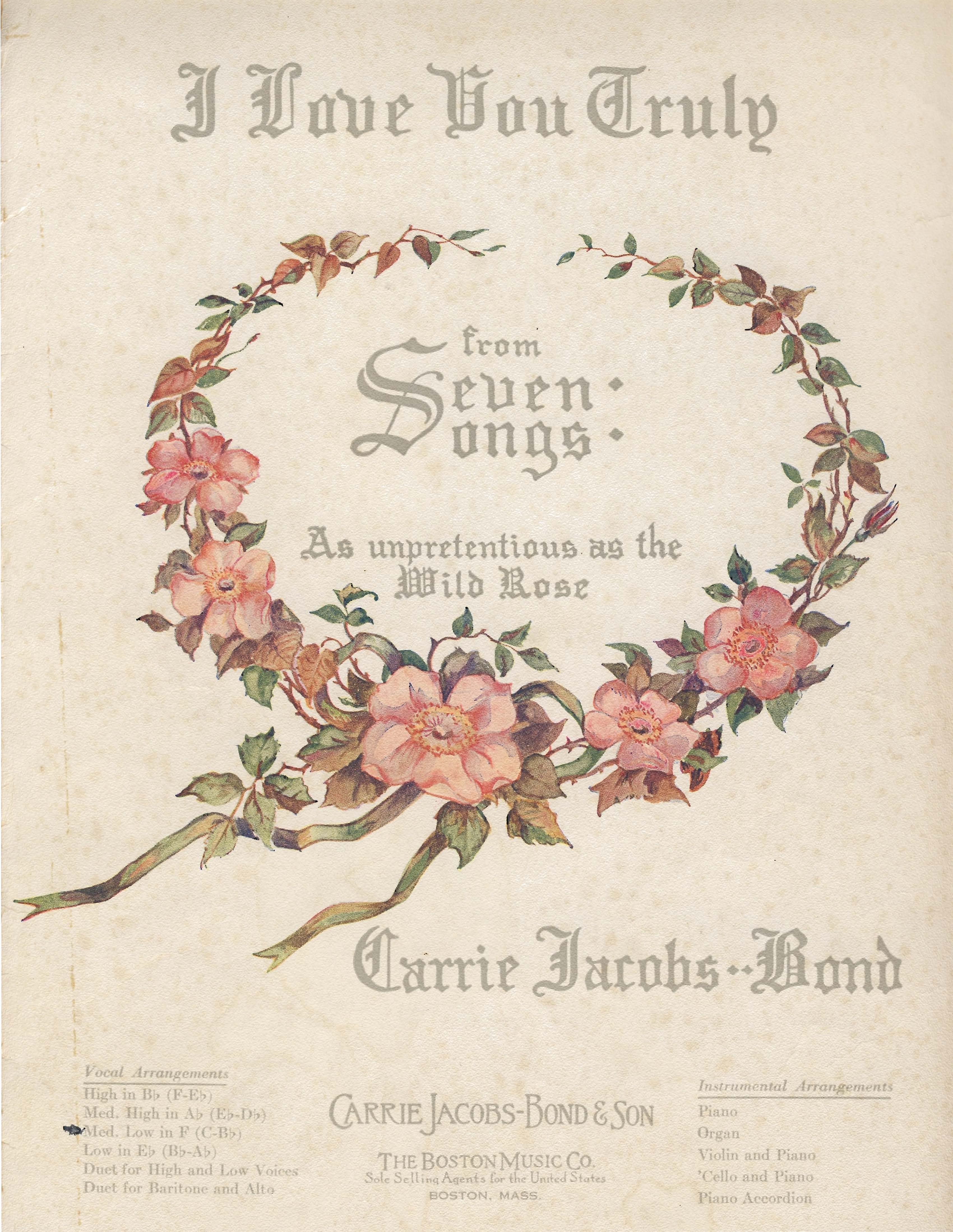
I Love You Truly
- A Perfect Day
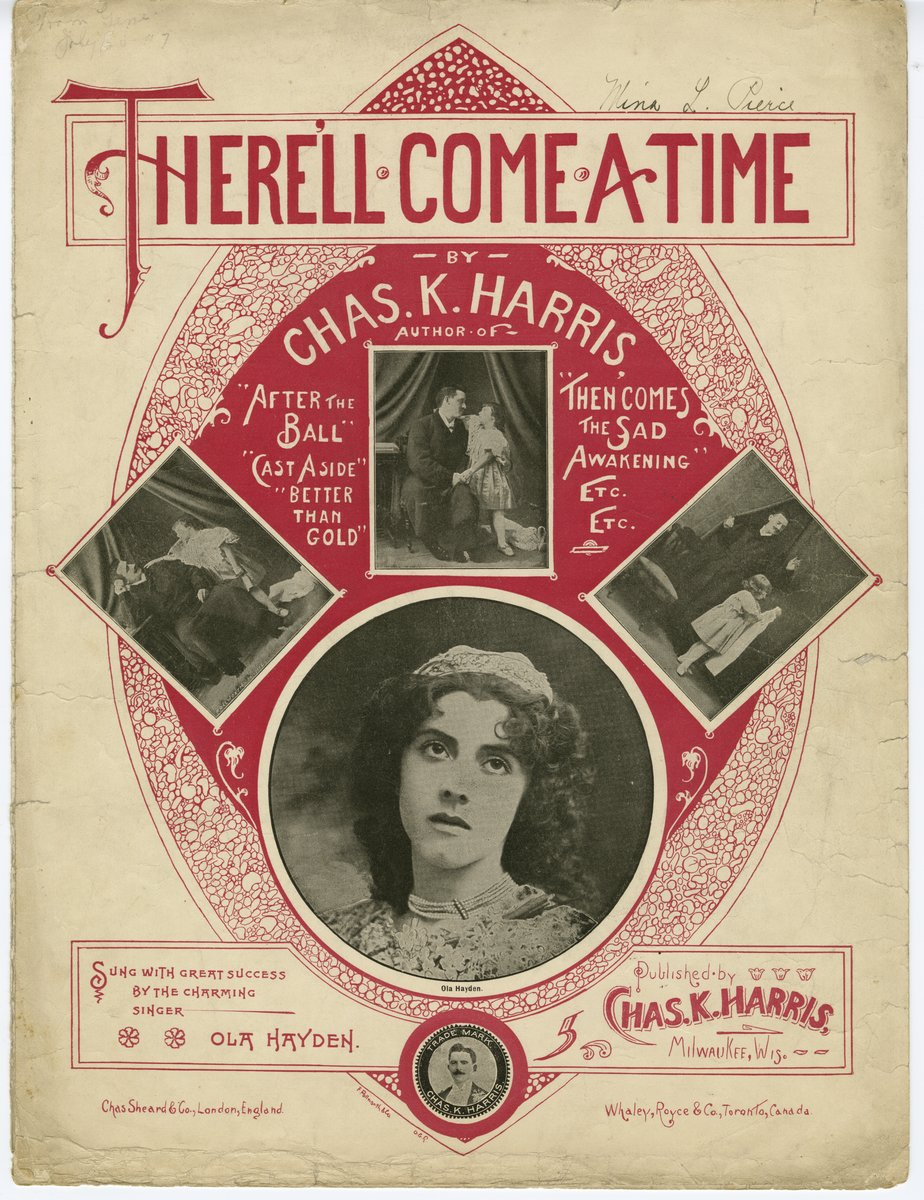
There'll Come a Time
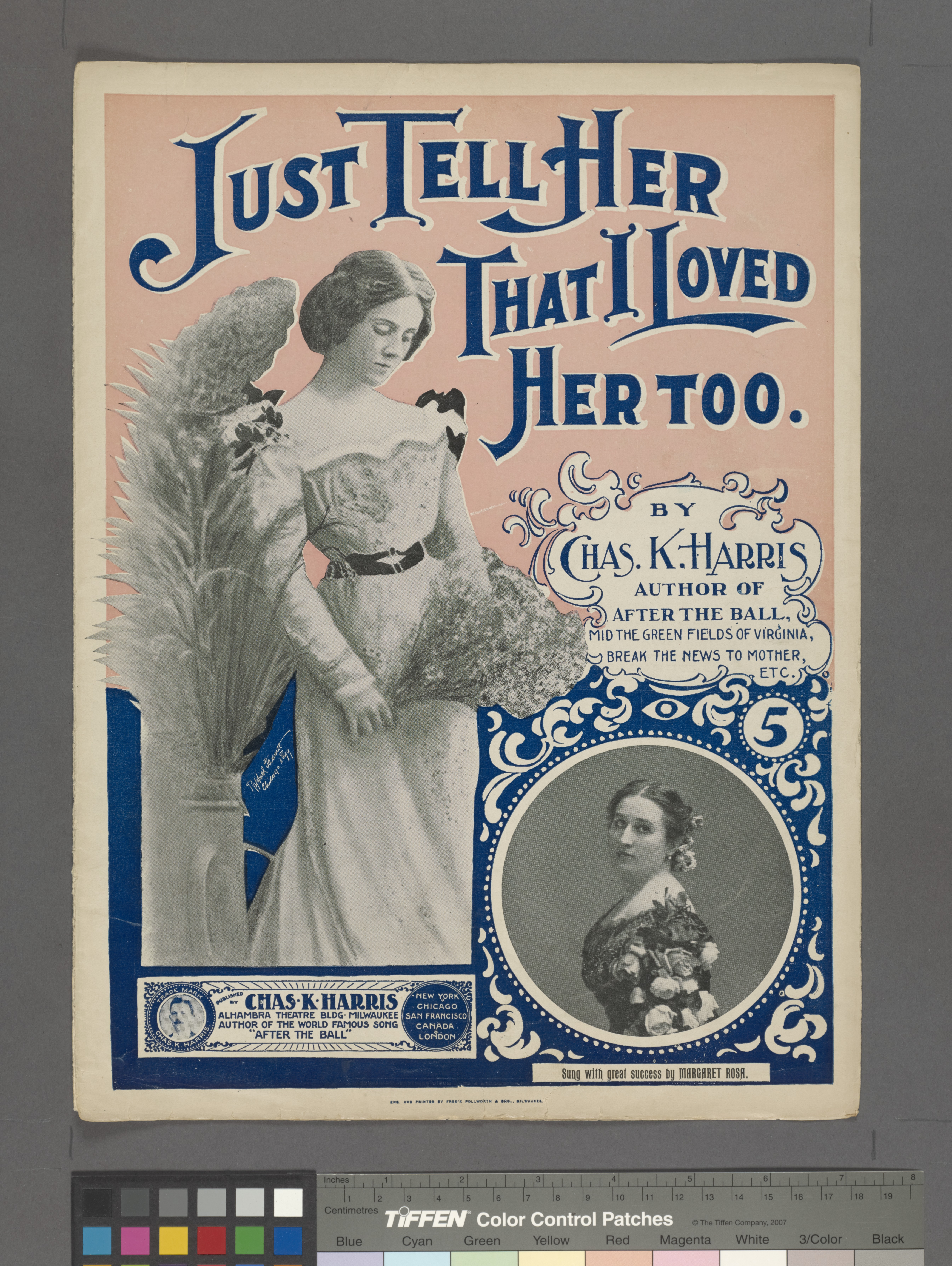
Just Tell Her that I loved Her too